# N'épouse pas ta fille
Pour plus de détails, voir Fiche technique et Distribution.
N'épouse pas ta fille est un film français réalisé en 1933 par Willy Rozier, sorti en 1934.

## Fiche technique
- Titre : N'épouse pas ta fille
- Titre secondaire : Roi des asperges[1]
- Réalisation : Willy Rozier
- Scénario : Pierre Chaume, Willy Rozier
- Photographie : Maurice Guillemin
- Musique : Jean Yatove
- Société de production : Films Vendôme
- Directeur de production : Willy Rozier
- Distribution : Alex Nalpas
- Pays d'origine :  France
- Format :  Noir et blanc - 1,37:1 - 35 mm - son mono
- Genre : Comédie
- Durée : 87 minutes
- Date de sortie : 
  - France - 20 avril 1934

## Distribution
- Louis Blanche
- Balder[2]
- Tony Laurent
- Maurice Maillot
- Jean Reynols
- Marguerite Templey
- Fernande Albany
- Jacqueline Made